# De Vento em Popa
De Vento em Popa é o décimo primeiro álbum de estúdio e o mais notável do grupo cristão Vencedores por Cristo, lançado em 1977 pela gravadora VPC Produções em LP. Apesar da baixa vendagem em relação aos trabalhos anteriores, é considerado um divisor de águas na música cristã brasileira, principalmente pelo seu repertório conter somente canções nacionais e uma sonoridade brasileira, baseada na MPB, algo inédito para qualquer trabalho de bandas notórias da época.
Contendo músicas de Aristeu Pires, Sérgio Pimenta, Artur Mendes, Guilherme Kerr, Nelson Bomilcar e Ederly Pinheiro Chagas, De Vento em Popa continuou a ser vendido mesmo após trinta anos do seu lançamento, sendo aclamado pelo público e a crítica especializada em geral. O disco ainda foi alvo de uma dissertação que se tornou livro em 2009, escrito por Jorge Camargo.
Foi considerado por vários historiadores, músicos e jornalistas, como o maior álbum da música cristã brasileira em uma publicação.

## Faixas
| Lado A |                    |                                  |         |  |
| N.º    | Título             | Compositor(es)                   | Duração |  |
| 1.     | "De Vento em Popa" | Aristeu Pires                    | 3:29    |  |
| 2.     | "Sinceramente"     | Artur Mendes e Ederly Chagas     | 3:10    |  |
| 3.     | "Por onde Vais"    | Sérgio Pimenta                   | 2:23    |  |
| 4.     | "Salmo 139"        | Aristeu Pires                    | 1:27    |  |
| 5.     | "Vai Caminhando"   | Guilherme Kerr e Nelson Bomilcar | 3:03    |  |
| 6.     | "A Roseira"        | Aristeu Pires                    | 3:03    |  |

| Lado B |                     |                                  |         |  |
| N.º    | Título              | Compositor(es)                   | Duração |  |
| 1.     | "Vou Chegar"        | Sérgio Pimenta e Artur Mendes    | 3:33    |  |
| 2.     | "Mais Perto"        | Carlos Ferreira e Sérgio Pimenta | 2:04    |  |
| 3.     | "Canto"             | Ederly P. Chagas e Artur Mendes  | 2:39    |  |
| 4.     | "O Reino do Filho"  | Guilherme Kerr                   | 3:36    |  |
| 5.     | "Canção para Pedro" | Aristeu Pires                    | 1:22    |  |
| 6.     | "O Preço do Sangue" | Sérgio Pimenta                   | 2:02    |  |
| 7.     | "Cada Instante"     | Sérgio Pimenta                   | 2:49    |  |

## Ficha Técnica
Instrumental:
- Bateria: Flávio Barros M. Teixeira
- Teclados: Gerson Ortega
- Baixo Elétrico: Guilherme Kerr, Nelson Bomilcar e Dimas A. Pezzato
- Violão de 6 Cordas e Guitarra: Sérgio Pimenta
- Violão de 12 Cordas: Artur Mendes e Guilherme Kerr
- Flauta Transversal: Barbara Gordon
- Arranjo de Cordas: Roberto Marialva Bomilcar
- Vocais: Artur Mendes, Carla Verotti Ferreira, Dione de Moura, Ederly Chagas, Guilherme Kerr, Janis Irene Pezzato, Sandra Elizabeth Kerr, Sérgio Pimenta, Sérgio Leoto, Sônia Regina Pezzato, Valéria Verotti Vasão, Virginia dos S. Bonfim